# یوبای، بوهول
یوبای، بهل (به لاتین: Ubay, Bohol) یک سکونتگاه مسکونی در فیلیپین است که در بهل (فیلیپین) واقع شده‌است.

## خصوصیات
یوبای ۳۳۵٫۰۶ کیلومترمربع مساحت و ۶۸٬۵۷۸ نفر جمعیت دارد.